# CDC16
Гомолог белка цикла клеточного деления 16 (англ. Cell division cycle protein 16 homolog) — белок, кодируемый у человека геном CDC16.
Этот ген кодирует белковый компонент комплекса APC, состоящего из восьми белков и функционирующий как белок убиквитинлигазы. Комплекс АРС — система деградации циклина, регулирующего выход из митоза. Каждый белковый компонент комплекса APC высоко консервативен среди эукариотических организмов. Этот белок и два других сложных белка APC, CDC23 и CDC27, содержат тетратрикопептидные повторы (TPR), домен белка, которые могут быть вовлечены в белок-белковые взаимодействия. Были идентифицированы несколько вариантов альтернативного сплайсинга, кодирующие этот белок.

## Взаимодействия
CDC16, как было выявлено, взаимодействует с CDC27 и CDC20.